# جوناثون كيتس
جوناثون كيتس (بالإنجليزية: Jonathon Keats)‏ (2 أكتوبر 1971، نيويورك في الولايات المتحدة)؛ صحفي وروائي أمريكي.